# Elias Jelert
Elias Jelert (ur. 12 czerwca 2003 w Virumie) – duński piłkarz, grający na pozycji prawego obrońcy w tureckim klubie Galatasaray SK oraz w reprezentacji Danii.

## Sukcesy

### FC København
- Mistrz Danii: 2021/2022, 2022/2023
- Puchar Danii: 2022/2023